# Jože Miklič
Jože Miklič, slovenski partizan, politik in obveščevalec, * 1922, Cesta, † ?.
Kot pripadnik 9. slovenske narodnoosvobodilne brigade je bil eden izmed odposlancev, ki so se udeležili Zbora odposlancev slovenskega naroda v Kočevju.